# Zalamea de la Serena
Zalamea de la Serena – gmina w prowincji Badajoz w Estremadurze. Zamieszkuje ją 3978 osób. Gmina ma powierzchnię 245,7 km².